# Lust, Caution
Lust, Caution (kinesiska: 色，戒, pinyin: Sè, Jiè) är en film från 2007, regisserad av Ang Lee. Filmen är baserad på novellen Sè, Jiè av kinesiska författaren Eileen Chang. Filmen vann Guldlejonet vid filmfestivalen i Venedig.